# Cinéma national
En critique et en études cinématographiques, le terme  cinéma national (anglais : National cinema) désigne l'ensemble de la filmographie d'une nation.  
Associé au protectionnisme culturel, il est une façon de promouvoir la sauvegarde des marchés domestiques du cinéma.
Un film est considéré dans un cinéma national quand son contenu, son contexte, les intentions des créateurs et la réception de l’œuvre le place dans une culture nationale particulière.